# 内藤元泰 (中務丞)
内藤 元泰（ないとう もとやす）は、戦国時代の武将。安芸国の国人・毛利氏の家臣。

## 生涯
安芸国高田郡長田郷を本拠とする国人・安芸内藤氏の当主である内藤泰廉の子として生まれる。明応6年（1497年）4月22日、安芸内藤氏が代々受け継いできた長田郷の地頭職や御下文・御教書を元泰へ譲る旨を記した譲状を父から与えられ、家督を相続した。
永正15年（1518年）8月30日、元泰は毛利元就に従って備後国世羅郡赤屋に出陣。この時の赤屋の領主が誰で、何故元就が赤屋を攻めたかは史料がなく不明であるが、粟屋元親の名代である長八郎左衛門が戦死し、粟屋元秀や保垣刑部左衛門が負傷するなど、激しい合戦となった（赤屋・小国の合戦）。同年9月2日、赤屋から退く途中の世羅郡小国において敵の追撃を受けたが、元泰らが奮戦し敵を撃退した。この功によって、同年10月2日に毛利幸松丸から感状を与えられた。
これ以後の元泰の動向は不明。なお、元泰の曾孫も同じく内藤元泰と名乗っている。